# Jinne Udo
Jinne Udo (鵜堂 刃衛?, Udō Jin'e) è uno dei personaggi tratti dal manga e dall'anime di Nobuhiro Watsuki, Kenshin samurai vagabondo. Stilisticamente ispirato a Gambit degli X-Men è un assassino vagabondo, nonché il primo vero nemico che incontra il protagonista della serie.

## Storia

### Prologo
Jinne Udo, conosciuto anche come Cappello Nero (Kurogasa (黒笠)?), era un membro della Shinsengumi ai tempi dello shogunato. Sin da allora si è dimostrato una persona molto crudele tanto da uccidere a piacimento chiunque si ponesse dinanzi a lui, abusando del suo ruolo di tutore della legge. Questo lo porta ad essere bandito dagli Shinsengumi, così trova lavoro presso i Samurai Ambiziosi come sicario.

### Incontro con Kenshin
A distanza di dieci anni dalla restaurazione Meiji Jinne ha proseguito la sua carriera di assassino, uccidendo però proprio i Samurai Ambiziosi per i quali egli stesso lavorava. Jinne solitamente manda una lettera minatoria al diretto interessato, per poi porgergli un agguato nel giorno e all'ora indicati nella missiva. Durante uno di questi Jinne riesce ad uccidere 34 persone e a ferirne 56.
Dopo circa trenta omicidi, Jinne sta per colpire a casa del signor Tani, che però è protetto da Kenshin Himura e Sanosuke Sagara. Jinne attua il Taglio del cuore, tecnica che consiste nell'immobilizzare l'avversario. Sanosuke resta bloccato, mentre Kenshin non vi rimane vittima e attacca Jinne, il quale però risponde colpo su colpo senza indietreggiare. Lo scontro sembra pari, anche se la frenesia di Jinne lo porta a sovrastare il samurai vagabondo; solo l'intervento di Sanosuke (che nel frattempo si è liberato dalla morsa del Taglio del cuore), permette a Kenshin di ferire Jinne e di metterlo in fuga. Prima di scappare, Jinne dice a Kenshin che la prossima vittima sarà lui.

### Incontro con Battosai
Il giorno seguente, Kenshin si reca sulla sponda del fiume per affrontare Jinne. Questi sembra però non presentarsi, ma quando giunge Kaoru per dare il proprio nastro a Himura, Jinne sorprende tutti rapendo la ragazza e sfidando Kenshin, intimandogli di combattere come Battosai se ci tiene alla vita della ragazza.
A mezzanotte Kenshin si presenta sul luogo indicato sulla lettera di sfida e come richiesto da Jinne, arriva trasformato in Battosai l'assassino. Jinne freme all'idea di affrontare il più forte spadaccino del Bakumatsu e in effetti lo scontro è di prim'ordine. Tuttavia Jinne riesce a colpire Kenshin e allora per spronare ancor di più il suo avversario, usa la tecnica Ombra del Taglio del cuore su Kaoru, influendo sui polmoni al fine di farla morire soffocata. A quel punto Kenshin perde il controllo e attacca Jinne in maniera rapida e impercettibile, affermando di voler tornare ancora una volta ad uccidere pur di salvare Kaoru. Utilizzando il Lampo dei due dragoni Kenshin spezza il braccio a Jinne e mentre fa per ucciderlo, viene fermato da Kaoru che, con la sua forza combattiva riesce anch'ella a liberarsi dalla tecnica di Jinne.

### Morte
Kenshin dice a Jinne che verrà arrestato, ma quest'ultimo si rialza e afferrando la spada si trafigge il petto. Kenshin gli chiede spiegazioni, ma Jinne risponde solo che non gli va giù l'idea di essere risparmiato da colui che un tempo era conosciuto come l'assassino Battosai, né tanto meno il fatto che anche una ragazzina sia riuscita a liberarsi dalla sua temibilissima tecnica. Alla fine comunque svela che c'è un membro del nuovo governo che attenta alla vita dei Samurai Ambiziosi e che vuole ribaltare il governo (probabilmente si riferisce a Shishio).

## Tecniche
Jinne usa la tecnica Nikaido Ryu chiamata il "Taglio del Cuore, che consiste nell'ipnosi tramite lo sguardo e si basa sull'influenzabilità umana: ad esempio riesce ad ipnotizzare i suoi bersagli, facendo loro credere di non potersi muovere, e di conseguenza le vittime rimangono paralizzate, oppure può soffocare le vittime facendo loro credere di non poter respirare. Jinne può usare questa tecnica anche su di sé, convincendosi di essere imbattibile e scatenando tutta la forza del suo corpo.
Malgrado l'apparente "magia", il Taglio del Cuore si basa unicamente sullo spirito combattivo di chi lo usa, sicché per liberarsi dall'illusione è necessario avere uno spirito combattivo pari o superiore a chi lo utilizza.
Oltre a questa, le tecniche di spada della Nikaido Ryu si basano sui Kanji dei numeri giapponesi:
- La prima posizione consiste nel tenere la spada orizzontalmente e parallela al terreno (in giapponese, questo è il kanji per l'1)
- La seconda posizione richiede due spade, e la si effettua tenendole con le punte verso il basso e lungo i fianchi (kanji 8)
- La terza richiede sempre due spade, ma in questo caso vanno tenute di fronte a sé e disposte a formare una croce greca (kanji 10)